# Alan W. Jones

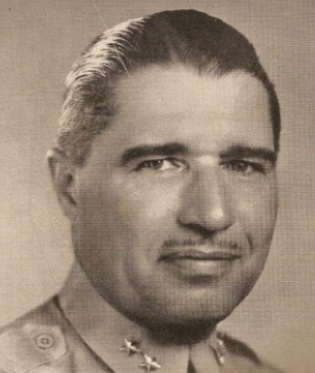
Alan W. Jones

Alan Walter Jones (* 6. Oktober 1894 in Goldendale, Washington; † 22. Januar 1969 in Washington, D.C.) war ein Generalmajor der United States Army. Er war unter anderem Kommandeur der 106. Infanteriedivision.
Alan Jones war ein Sohn von Milton S. Jones und dessen Frau Jessie M. Jones. Er besuchte die öffentlichen Schulen seiner Heimat und studierte an der University of Washington. Danach arbeitete er für einige Zeit bei der Eisenbahngesellschaft Union Pacific Railroad. Im Jahr 1917 bewarb er sich beim US-Heer um ein Offizierspatent, das er im Oktober desselben Jahres erhielt. In der Armee durchlief er anschließend alle Offiziersränge vom Leutnant bis zum Zwei-Sterne-General.
Im Lauf seiner militärischen Karriere absolvierte Jones verschiedene Kurse und Schulungen. Dazu gehörten unter anderem der Infantry Officers Course, der Field Artillery Advanced Officers Course, das Command and General Staff College und das United States Army War College.
Alan Jones nahm nicht aktiv am Ersten Weltkrieg teil. Stattdessen war er in verschiedenen Stützpunkten innerhalb der Vereinigten Staaten als Stabsoffizier tätig. In den 1920er und 1930er Jahren absolvierte er den für Offiziere in den entsprechenden Rangstufen üblichen Dienst in unterschiedlichen Einheiten und Standorten, wozu auch die Philippinen gehörten. Außerdem erfüllte er Aufgaben als Stabsoffizier in verschiedenen Hauptquartieren. In dieser Zeit absolvierte er auch die erwähnten Schulen. Zwischenzeitlich war er zudem als Dozent an einigen Schulen tätig.
Im Jahr 1941 gehörte er der Stabsabteilung für Operationen (G3) im Kriegsministerium an. In diese Zeit fiel der amerikanische Eintritt in den Zweiten Weltkrieg. Im April 1942 wurde er Stabsoffizier bei den Army Ground Forces. Es folgte eine Versetzung zum Stab der 90. Infanteriedivision, dem er im weiteren Verlauf des Jahrs 1942 bis zum Frühjahr 1943 angehörte. Die Division war erst im März 1942 reaktiviert worden und verblieb zu Jones’ Zeiten als Stabsoffizier in den Vereinigten Staaten, wo sie auf einen Kriegseinsatz vorbereitet wurde. Danach kommandierte er zwischen dem 15. März und dem 22. Dezember 1944 die gerade erst aufgestellte 106. Infanteriedivision. Diese verblieb zunächst ebenfalls zu Ausbildungszwecken in den Vereinigten Staaten. Anfang Dezember 1944 gelangte sie nach Frankreich, wo sie an den dortigen Kämpfen teilnahm, wozu auch die Abwehr der deutschen Ardennenoffensive gehörte. Die Division erlitt dabei schwere Verluste, wobei zwei Regimenter mit 7000 Soldaten vor den Deutschen kapitulierten und in Gefangenschaft gerieten. Jones sollte daraufhin seines Kommandos enthoben werden. Er erlitt aber ehe es dazu kam einen Herzanfall und musste sein Kommando daher am 22. Dezember 1944 aus gesundheitlichen Gründen an Herbert T. Perrin abtreten.
Nach seiner Genesung wurde er Stabsoffizier bei General Matthew B. Ridgway. Dabei wurde er durch eine Bombe schwer verwundet was zu einem weiteren Krankenhausaufenthalt führte. Am 31. Oktober 1945 ging er in den Ruhestand.
Jones verbrachte seinen Lebensabend im Großraum um die Bundeshauptstadt Washington, D.C. Dort gehörte er unter anderem dem Army and Navy Club und einigen Veteranenorganisationen an. Der seit 1917 mit Alys Pickering (1899–1998) verheiratete Offizier starb am 22. Januar 1969 in Folge einer Krebserkrankung und wurde auf dem Nationalfriedhof Arlington beigesetzt.

## Orden und Auszeichnungen
Alan Jones erhielt im Lauf seiner militärischen Laufbahn unter anderem folgende Auszeichnungen:
- Purple Heart
- Orden der Ehrenlegion
- Kriegskreuz (Frankreich)